# Бакзе
Бакзе́ — упразднённый аул в Азовском немецком национальном районе Омской области. Входил в Цветнопольское сельское поселение. Исключен из учётных данных в 2020 г.

## История
Основан в 1910-х годах. Аул основал Дюсен Дюсенович Бакзе. Его отец, Дюсен Шарипович Бакзе, был зажиточным человеком. Вся семья жила в достатке, летом нанимали в помощь себе работников. Аул входил в Омский уезд Акмолинской области.
В 1930-е годы начался голод. Измученных, голодных людей брал в свой дом Бакзе. Он дал им крышу над головой, поставил на ноги, и в знак благодарности они помогли ему, остались жить рядом с ним. Так вокруг образовывалось всё больше и больше дворов. Среди людей шла молва о хорошем ауле, часто спрашивали: «Чей аул?» и в знак благодарности за кров все люди говорили, что «это аул Бакзе». Так и пошло название аула.
В 1937 году волна репрессий охватила область. Бакзе, как врага народа, репрессировали и в Омске расстреляли.
На 1991 год аул входил в Цветнопольский сельский совет Одесского района. Являлся бригадой колхоза имени Ленина.
На 2011 год аул являлся вымирающим селением. Имелись пара домов и развалины. Какие-либо социальные объекты в ауле отсутствовали. Жители аула разъехались по деревням и городам.

## Население
| 2002 | 2010 |
| ---- | ---- |
| 20   | ↘0   |